# Thanatephorus microsclerotium
Thanatephorus microsclerotium é uma espécie de fungo pertencente à família Ceratobasidiaceae.